# IRSOL
L'Istituto ricerche solari Aldo e Cele Daccò (IRSOL) è un centro di ricerca con sede in Svizzera che si occupa soprattutto di osservazioni dello spettro solare abbinate alla polarimetria. Insieme alla Specola Solare Ticinese collabora all'attività di divulgazione del Centro Astronomico del Locarnese (CAL).

## Storia
Il centro è stato costruito nel 1960 dall'Università di Gottinga, in Germania. Nel 1984 l'istituto viene acquisito dall'Associazione Istituto Ricerche Solari Locarno (AIRSOL) dopo un'intesa con la Fondazione germanica per la ricerca (Deutsche Forschungsgemeinschaft). La direzione viene affidata a Michele Bianda. Nel 1987 l'Osservatorio viene rilevato dalla Fondazione Istituto Ricerche Solari Locarno (FIRSOL). Dal 2015 l'IRSOL è un istituto di ricerca associato e dal 2021 affiliato all'Università della Svizzera italiana (USI) di Lugano. Dopo il pensionamento di Michele Bianda, nel 2022 la direzione viene assunta da Svetlana Berdyugina. Nel 2023 l'IRSOL e la Fondazione assumono il nuovo nome Istituto ricerche solari Aldo e Cele Daccò (IRSOL). Nel 2000 il nome dell'Istituto è stato attribuito all'asteroide 75569 IRSOL scoperto da Stefano Sposetti.

## Ricerca
Le attività di ricerca dell'IRSOL sono rivolte soprattutto alla fisica solare. Gli obiettivi del centro di Locarno sono studiare le condizioni fisiche presenti nell'atmosfera del Sole, con una speciale attenzione sul suo magnetismo e sui processi fisici coinvolti. Al 2024 gli ambiti di indagine erano focalizzati su tre indirizzi specifici:
- modellizzazione teorica della radiazione polarizzata nell’atmosfera solare
- magnetismo solare e meteorologia spaziale
- osservazioni e strumentazione
- simulazioni magnetoidrodinamiche (MHD) di atmosfere solari e stellari

## Strumentazione
L'IRSOL possiede un Osservatorio dotato di un telescopio Gregory-Coudé di 45 cm di apertura, insieme a strumentazioni specifiche del campo della fisica solare, quali filtri interferenziali Fabry-Pérot, ZIMPOL-3 (Zurich IMaging POLarimeter), ottica adattativa. Attualmente lo ZIMPOL-3 viene perfezionato dall'IRSOL e dalla SUPSI, dopo lo sviluppo iniziale dello strumento da parte del gruppo di Jan Stenflo del Politecnico Federale di Zurigo. Lo ZIMPOL-3 è in grado di raccogliere le misure spettropolarimetriche ad alta precisione su cui si focalizza l'Istituto di Locarno.